# Омивання ніг

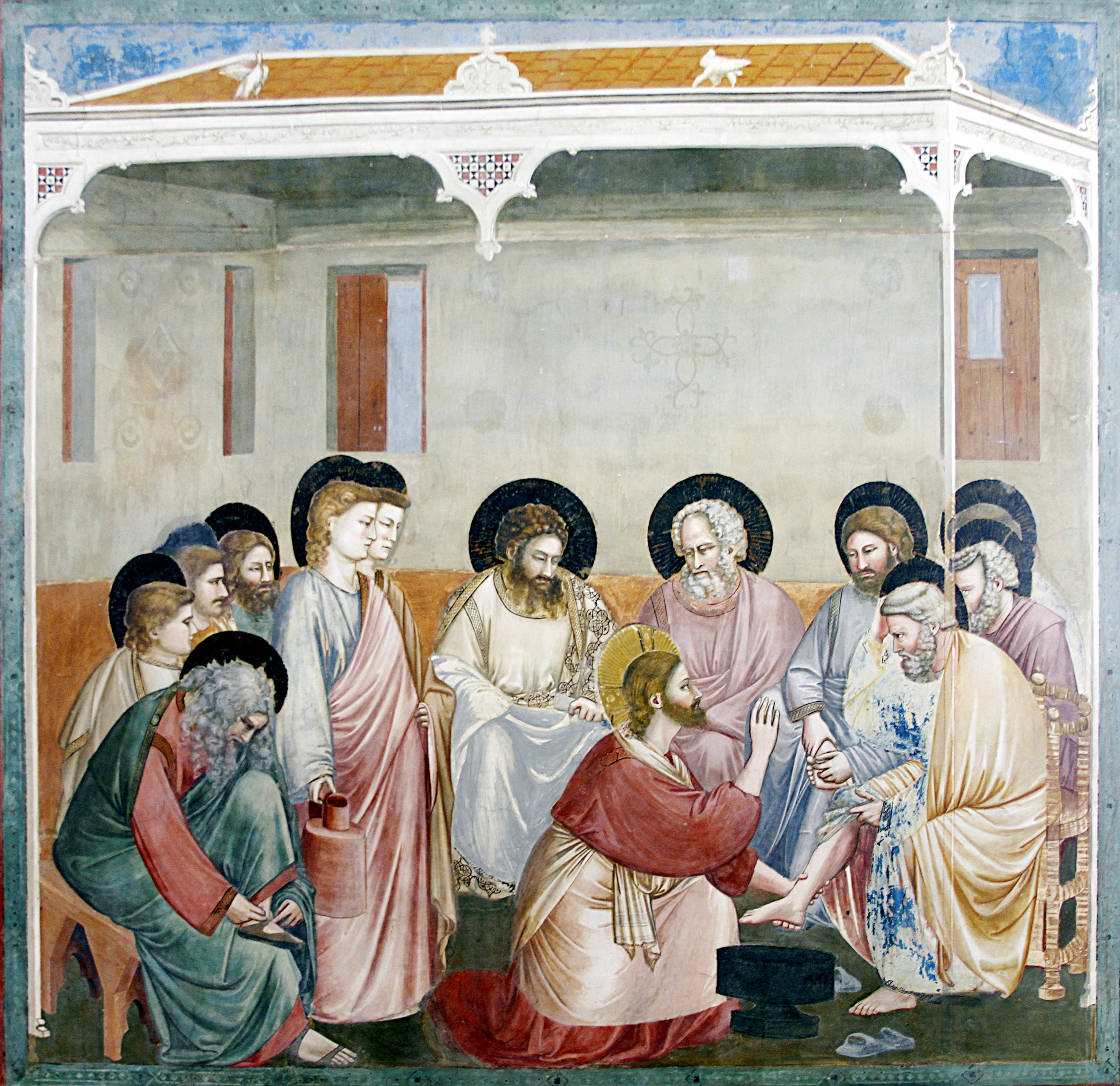
Ісус Христос омиває ноги апостолу Петру
(Джотто, фрески Капели Скровеньї)

Обмивання ніг (лат. Mandatum, від Mandatum novum do vobis — Нову заповідь даю вам) — описана в Євангелії від Івана подія, а також пов'язаний з нею обряд в літургії у Великий четвер ряду християнських церков. В деяких церквах цей обряд здійснюється усіма учасниками під час кожного служіння спомину або причастя (євхаристії).

## Омивання ніг
У передвечір смерті на хресті під час Таємної вечері Ісус Христос помив ноги своїм учням і витер їх рушником, яким був підперезаний. Цим прикладом Він хотів показати, що також і апостоли один одному повинні служити. Апостол Петро спочатку не хотів дозволити Ісусові омити свої ноги, на що Ісус відповів: «...Коли Я не вмию тебе, ти не матимеш частки зо Мною.» (Ів. 13:8).
На Таємній Вечері Ісус залишив своїм апостолам два найглибших таїнства Нового Завіту. Він встановив Тайну Пресвятої Євхаристії, яка є вершиною богослужіння — літургійного та духовного життя Церкви. Також установив Таїнство священства (Хіротонія), ділячись зі своїми учнями тим вічним священством, яке Він приніс з небес на землю.

## Новий Заповіт
Цю подію описана лише у Главі 13 Євангелія від Іоанна:
1 Перед святом же Пасхи Ісус, знавши, що настала година Йому перейти до Отця з цього світу, полюбивши Своїх, що на світі були, до кінця полюбив їх.
2 Під час же вечері, як диявол уже був укинув у серце синові Симона Юді Іскаріотському, щоб він видав Його,
3 то Ісус, знавши те, що Отець віддав все Йому в руки, і що від Бога прийшов Він, і до Бога відходить,
4 устає від вечері, і здіймає одежу, бере рушника й підперізується.
5 Потому налив Він води до вмивальниці, та й зачав обмивати ноги учням, і витирати рушником, що ним був підперезаний.
6 І підходить до Симона Петра, а той каже Йому: Ти, Господи, митимеш ноги мені?
7 Ісус відказав і промовив йому: Що Я роблю, ти не знаєш тепер, але опісля зрозумієш.
8 Говорить до Нього Петро: Ти повік мені ніг не обмиєш! Ісус відповів йому: Коли Я не вмию тебе, ти не матимеш частки зо Мною.
9 До Нього проказує Симон Петро: Господи, не самі мої ноги, а й руки та голову!
10 Ісус каже йому: Хто обмитий, тільки ноги обмити потребує, бо він чистий увесь. І ви чисті, та не всі.
11 Бо Він знав Свого зрадника, тому то сказав: Ви чисті не всі.
12 Коли ж пообмивав їхні ноги, і одежу Свою Він надів, засів знову за стіл і промовив до них: Чи знаєте ви, що Я зробив вам?
13 Ви Мене називаєте: Учитель і Господь, і добре ви кажете, бо Я є.
14 А коли обмив ноги вам Я, Господь і Вчитель, то повинні й ви один одному ноги вмивати.
15 Бо то Я вам приклада дав, щоб і ви те чинили, як Я вам учинив.
16 Поправді, поправді кажу вам: Раб не більший за пана свого, посланець же не більший від того, хто вислав його.
17 Коли знаєте це, то блаженні ви, якщо таке чините!

## Юдаїзм
613 Заповідей Тори тільки для священослужителів (когенів) является вмивати руки і ноги перед жертвоприношенням.
«№24 Омивати руки і ноги лише коенам перед початком служіння в Храмі.» (Вих. 30:19-20)